# Languidic
Languidic (bret. Langedig) – miejscowość i gmina we Francji, w regionie Bretania, w departamencie Morbihan.
Według danych na rok 1990 gminę zamieszkiwało 6350 osób, a gęstość zaludnienia wynosiła 58 osób/km² (wśród 1269 gmin Bretanii Languidic plasuje się na 57. miejscu pod względem liczby ludności, natomiast pod względem powierzchni na miejscu 2.).